# Svetovni pokal v alpskem smučanju 2020
Svetovni pokal v alpskem smučanju 2019/20 je 54. sezona svetovnega pokala v alpskem smučanju. Začela se je 26. oktobra 2019 v Söldnu, končala pa 7. marca 2020 v Kvitfjellu, predčasno zaradi Pandemije covida-19. V tej sezoni so prvič predstavili novo, šesto, paralelno disciplino, ki je štela za mali kristalni globus, v točkovanju pa združila paralelni veleslalom in paralelni slalom. Veliki kristalni globus za zmago v skupnem seštevku svetovnega pokala sta osvojila Aleksander Aamodt Kilde med moškimi in Federica Brignone med ženskami.

## Moški

### Koledar tekem
| Št.sk.           | Št.sz.            | Datum             | Prizorišče                            | Št.                                   | Zmagovalec                                                                 | Drugi                                                                      | Tretji                                                                     | Vir                                                                        |
| ---------------- | ----------------- | ----------------- | ------------------------------------- | ------------------------------------- | -------------------------------------------------------------------------- | -------------------------------------------------------------------------- | -------------------------------------------------------------------------- | -------------------------------------------------------------------------- |
| 1747             | 1                 | 27. oktober 2019  | Sölden                                | VS 413                                | Alexis Pinturault                                                          | Mathieu Faivre                                                             | Žan Kranjec                                                                | [ 4 ]                                                                      |
| 1748             | 2                 | 24. november 2019 | Levi                                  | SL 489                                | Henrik Kristoffersen                                                       | Clément Noël                                                               | Daniel Yule                                                                | [ 5 ]                                                                      |
| 1749             | 3                 | 30. november 2019 | Lake Louise                           | SM 488                                | Thomas Dreßen                                                              | Dominik Paris                                                              | Beat Feuz Carlo Janka                                                      | [ 6 ]                                                                      |
| 1750             | 4                 | 1. december 2019  | Lake Louise                           | SVS 212                               | Matthias Mayer                                                             | Dominik Paris                                                              | Vincent Kriechmayr Mauro Caviezel                                          | [ 7 ]                                                                      |
| 1751             | 5                 | 6. december 2019  | Beaver Creek                          | SVS 213                               | Marco Odermatt                                                             | Aleksander Aamodt Kilde                                                    | Matthias Mayer                                                             | [ 8 ]                                                                      |
| 1752             | 6                 | 7. december 2019  | Beaver Creek                          | SM 489                                | Beat Feuz                                                                  | Johan Clarey Vincent Kriechmayr                                            |                                                                            | [ 9 ]                                                                      |
| 1753             | 7                 | 8. december 2019  | Beaver Creek                          | VS 414                                | Tommy Ford                                                                 | Henrik Kristoffersen                                                       | Leif Kristian Nestvold-Haugen                                              | [ 10 ]                                                                     |
|                  |                   | 15. december 2019 | Val d'Isère                           | VS cnx                                | odpovedano zaradi močnega sneženja in vetra; prestavljeno v Hinterstoder   | odpovedano zaradi močnega sneženja in vetra; prestavljeno v Hinterstoder   | odpovedano zaradi močnega sneženja in vetra; prestavljeno v Hinterstoder   | odpovedano zaradi močnega sneženja in vetra; prestavljeno v Hinterstoder   |
| 1754             | 8                 | 15. december 2019 | Val d'Isère                           | SL 490                                | Alexis Pinturault                                                          | André Myhrer                                                               | Stefano Gross                                                              | [ 11 ]                                                                     |
| 1755             | 9                 | 20. december 2019 | Val Gardena/Gröden                    | SVS 214                               | Vincent Kriechmayr                                                         | Kjetil Jansrud                                                             | Thomas Dreßen                                                              | [ 12 ]                                                                     |
|                  |                   | 21. december 2019 | Val Gardena/Gröden                    | SM cnx                                | odpovedano zaradi močnega sneženja; prestavljeno v Bormio                  | odpovedano zaradi močnega sneženja; prestavljeno v Bormio                  | odpovedano zaradi močnega sneženja; prestavljeno v Bormio                  | odpovedano zaradi močnega sneženja; prestavljeno v Bormio                  |
| 1756             | 10                | 22. december 2019 | Alta Badia                            | VS 415                                | Henrik Kristoffersen                                                       | Cyprien Sarrazin                                                           | Žan Kranjec                                                                | [ 13 ]                                                                     |
| 1757             | 11                | 23. december 2019 | Alta Badia                            | PVS 005                               | Rasmus Windingstad                                                         | Stefan Luitz                                                               | Roland Leitinger                                                           | [ 14 ]                                                                     |
| 1758             | 12                | 27. december 2019 | Bormio                                | SM 490                                | Dominik Paris                                                              | Beat Feuz                                                                  | Matthias Mayer                                                             | [ 15 ]                                                                     |
| 1759             | 13                | 28. december 2019 | Bormio                                | SM 491                                | Dominik Paris                                                              | Urs Kryenbühl                                                              | Beat Feuz                                                                  | [ 16 ]                                                                     |
| 1760             | 14                | 29. december 2019 | Bormio                                | KB 132                                | Alexis Pinturault                                                          | Aleksander Aamodt Kilde                                                    | Loïc Meillard                                                              | [ 17 ]                                                                     |
| 1761             | 15                | 5. januar 2020    | Zagreb                                | SL 491                                | Clément Noël                                                               | Ramon Zenhäusern                                                           | Alex Vinatzer                                                              | [ 18 ]                                                                     |
| 1762             | 16                | 8. januar 2020    | Madonna di Campiglio                  | SL 492                                | Daniel Yule                                                                | Henrik Kristoffersen                                                       | Clément Noël                                                               | [ 19 ]                                                                     |
| 1763             | 17                | 11. januar 2020   | Adelboden                             | VS 416                                | Žan Kranjec                                                                | Filip Zubčić                                                               | Henrik Kristoffersen Victor Muffat-Jeandet                                 | [ 20 ]                                                                     |
| 1764             | 18                | 12. januar 2020   | Adelboden                             | SL 493                                | Daniel Yule                                                                | Henrik Kristoffersen                                                       | Marco Schwarz                                                              | [ 21 ]                                                                     |
| 1765             | 19                | 17. januar 2020   | Wengen                                | KB 133                                | Matthias Mayer                                                             | Alexis Pinturault                                                          | Victor Muffat-Jeandet                                                      | [ 22 ]                                                                     |
| 1766             | 20                | 18. januar 2020   | Wengen                                | SM 492                                | Beat Feuz                                                                  | Dominik Paris                                                              | Thomas Dreßen                                                              | [ 23 ]                                                                     |
| 1767             | 21                | 19. januar 2020   | Wengen                                | SL 494                                | Clément Noël                                                               | Henrik Kristoffersen                                                       | Aleksander Korošilov                                                       | [ 24 ]                                                                     |
| 1768             | 22                | 24. januar 2020   | Kitzbühel                             | SVS 215                               | Kjetil Jansrud                                                             | Aleksander Aamodt Kilde Matthias Mayer                                     |                                                                            | [ 25 ]                                                                     |
| 1769             | 23                | 25. januar 2020   | Kitzbühel                             | SM 493                                | Matthias Mayer                                                             | Beat Feuz Vincent Kriechmayr                                               |                                                                            | [ 26 ]                                                                     |
| 1770             | 24                | 26. januar 2020   | Kitzbühel                             | SL 495                                | Daniel Yule                                                                | Marco Schwarz                                                              | Clément Noël                                                               | [ 27 ]                                                                     |
| 1771             | 25                | 28. januar 2020   | Schladming                            | SL 496                                | Henrik Kristoffersen                                                       | Alexis Pinturault                                                          | Daniel Yule                                                                | [ 28 ]                                                                     |
| 1772             | 26                | 1. februar 2020   | Garmisch-Partenkirchen                | SM 494                                | Thomas Dreßen                                                              | Aleksander Aamodt Kilde                                                    | Johan Clarey                                                               | [ 29 ]                                                                     |
| 1773             | 27                | 2. februar 2020   | Garmisch-Partenkirchen                | VS 417                                | Alexis Pinturault                                                          | Loïc Meillard                                                              | Leif Kristian Nestvold-Haugen                                              | [ 30 ]                                                                     |
| 1774             | 28                | 8. februar 2020   | Chamonix                              | SL 497                                | Clément Noël                                                               | Timon Haugan                                                               | Adrian Pertl                                                               | [ 31 ]                                                                     |
| 1775             | 29                | 9. februar 2020   | Chamonix                              | PVS 006                               | Loïc Meillard                                                              | Thomas Tumler                                                              | Alexander Schmid                                                           | [ 32 ]                                                                     |
| 1776             | 30                | 13. februar 2020  | Saalbach-Hinterglemm                  | SM 495                                | Thomas Dreßen                                                              | Beat Feuz                                                                  | Mauro Caviezel                                                             | [ 33 ]                                                                     |
| 1777             | 31                | 14. februar 2020  | Saalbach-Hinterglemm                  | SVS 216                               | Aleksander Aamodt Kilde                                                    | Mauro Caviezel                                                             | Thomas Dreßen                                                              | [ 34 ]                                                                     |
|                  |                   | 15. februar 2020  | Janšing                               | SM cnx                                | odpovedano zaradi Pandemije covida-19; prestavljeno v Saalbach-Hinterglemm | odpovedano zaradi Pandemije covida-19; prestavljeno v Saalbach-Hinterglemm | odpovedano zaradi Pandemije covida-19; prestavljeno v Saalbach-Hinterglemm | odpovedano zaradi Pandemije covida-19; prestavljeno v Saalbach-Hinterglemm |
| 16. februar 2020 | SVS cnx           |                   | Janšing                               |                                       | odpovedano zaradi Pandemije covida-19; prestavljeno v Saalbach-Hinterglemm | odpovedano zaradi Pandemije covida-19; prestavljeno v Saalbach-Hinterglemm | odpovedano zaradi Pandemije covida-19; prestavljeno v Saalbach-Hinterglemm | odpovedano zaradi Pandemije covida-19; prestavljeno v Saalbach-Hinterglemm |
| 1778             | 32                | 22. februar 2020  | Naeba                                 | VS 418                                | Filip Zubčić                                                               | Marco Odermatt                                                             | Tommy Ford                                                                 | [ 35 ]                                                                     |
|                  |                   | 23. februar 2020  | Naeba                                 | SL cnx                                | odpovedano zaradi močnega vetra                                            | odpovedano zaradi močnega vetra                                            | odpovedano zaradi močnega vetra                                            | odpovedano zaradi močnega vetra                                            |
| 1779             | 33                | 29. februar 2020  | Hinterstoder                          | SVS 217                               | Vincent Kriechmayr                                                         | Mauro Caviezel                                                             | Matthias Mayer                                                             | [ 36 ]                                                                     |
| 1780             | 34                | 1. marec 2020     | Hinterstoder                          | KB 134                                | Alexis Pinturault                                                          | Mauro Caviezel                                                             | Aleksander Aamodt Kilde                                                    | [ 37 ]                                                                     |
| 1781             | 35                | 2. marec 2020     | Hinterstoder                          | VS 419                                | Alexis Pinturault                                                          | Filip Zubčić                                                               | Henrik Kristoffersen                                                       | [ 38 ]                                                                     |
| 1782             | 36                | 7. marec 2020     | Kvitfjell                             | SM 496                                | Matthias Mayer                                                             | Aleksander Aamodt Kilde                                                    | Carlo Janka                                                                | [ 39 ]                                                                     |
|                  |                   | 8. marec 2020     | Kvitfjell                             | SVS cnx                               | odpovedano zaradi dežja, vetra in megle                                    | odpovedano zaradi dežja, vetra in megle                                    | odpovedano zaradi dežja, vetra in megle                                    | odpovedano zaradi dežja, vetra in megle                                    |
| 14. marec 2020   | Kranjska Gora     | VS cnx            | odpovedano zaradi Pandemije covida-19 | odpovedano zaradi Pandemije covida-19 | odpovedano zaradi Pandemije covida-19                                      | odpovedano zaradi Pandemije covida-19                                      |                                                                            |                                                                            |
| 15. marec 2020   | Kranjska Gora     | SL cnx            | odpovedano zaradi Pandemije covida-19 | odpovedano zaradi Pandemije covida-19 | odpovedano zaradi Pandemije covida-19                                      | odpovedano zaradi Pandemije covida-19                                      |                                                                            |                                                                            |
| 18. marec 2020   | Cortina d'Ampezzo | SM cnx            | odpovedano zaradi Pandemije covida-19 | odpovedano zaradi Pandemije covida-19 | odpovedano zaradi Pandemije covida-19                                      | odpovedano zaradi Pandemije covida-19                                      |                                                                            |                                                                            |
| 19. marec 2020   | Cortina d'Ampezzo | SVS cnx           | odpovedano zaradi Pandemije covida-19 | odpovedano zaradi Pandemije covida-19 | odpovedano zaradi Pandemije covida-19                                      | odpovedano zaradi Pandemije covida-19                                      |                                                                            |                                                                            |
| 21. marec 2020   | Cortina d'Ampezzo | VS cnx            | odpovedano zaradi Pandemije covida-19 | odpovedano zaradi Pandemije covida-19 | odpovedano zaradi Pandemije covida-19                                      | odpovedano zaradi Pandemije covida-19                                      |                                                                            |                                                                            |
| 22. marec 2020   | Cortina d'Ampezzo | SL cnx            | odpovedano zaradi Pandemije covida-19 | odpovedano zaradi Pandemije covida-19 | odpovedano zaradi Pandemije covida-19                                      | odpovedano zaradi Pandemije covida-19                                      |                                                                            |                                                                            |

### Razvrstitve
| Uvr. | po 36 tekmah            | Točke |
| ---- | ----------------------- | ----- |
| 1    | Aleksander Aamodt Kilde | 1202  |
| 2    | Alexis Pinturault       | 1148  |
| 3    | Henrik Kristoffersen    | 1041  |
| 4    | Matthias Mayer          | 916   |
| 5    | Vincent Kriechmayr      | 794   |

| Uvr. | po 9 tekmah             | Točke |
| ---- | ----------------------- | ----- |
| 1    | Beat Feuz               | 650   |
| 2    | Thomas Dreßen           | 438   |
| 3    | Matthias Mayer          | 424   |
| 4    | Aleksander Aamodt Kilde | 413   |
| 5    | Dominik Paris           | 384   |

| Uvr. | po 6 tekmah             | Točke |
| ---- | ----------------------- | ----- |
| 1    | Mauro Caviezel          | 365   |
| 2    | Vincent Kriechmayr      | 362   |
| 3    | Aleksander Aamodt Kilde | 336   |
| 4    | Matthias Mayer          | 324   |
| 5    | Kjetil Jansrud          | 305   |

| Uvr. | po 7 tekmah          | Točke |
| ---- | -------------------- | ----- |
| 1    | Henrik Kristoffersen | 394   |
| 2    | Alexis Pinturault    | 388   |
| 3    | Filip Zubčić         | 368   |
| 4    | Žan Kranjec          | 364   |
| 5    | Tommy Ford           | 267   |

| Uvr. | po 2 tekmah        | Točke |
| ---- | ------------------ | ----- |
| 1    | Loïc Meillard      | 129   |
| 2    | Rasmus Windingstad | 103   |
| 3    | Stefan Luitz       | 82    |
| 4    | Thomas Tumler      | 80    |
| 5    | Roland Leitinger   | 73    |
|      | Alexander Schmid   | 73    |

| Uvr. | po 9 tekmah            | Točke |
| ---- | ---------------------- | ----- |
| 1    | Henrik Kristoffersen   | 552   |
| 2    | Clément Noël           | 550   |
| 3    | Daniel Yule            | 495   |
| 4    | Ramon Zenhäusern       | 323   |
| 5    | Sebastian Foss-Solevåg | 297   |

| Uvr. | po 3 tekmah             | Točke |
| ---- | ----------------------- | ----- |
| 1    | Alexis Pinturault       | 280   |
| 2    | Aleksander Aamodt Kilde | 172   |
| 3    | Matthias Mayer          | 140   |
| 4    | Riccardo Tonetti        | 140   |
| 5    | Loïc Meillard           | 139   |

## Ženske

### Koledar tekem
| Št.sk.            | Št.sz.            | Datum                                                     | Prizorišče                                                | Št.                                                       | Zmagovalka                                                        | Druga                                                             | Tretja                                                            | Vir                                                               |
| ----------------- | ----------------- | --------------------------------------------------------- | --------------------------------------------------------- | --------------------------------------------------------- | ----------------------------------------------------------------- | ----------------------------------------------------------------- | ----------------------------------------------------------------- | ----------------------------------------------------------------- |
| 1637              | 1                 | 26. oktober 2019                                          | Sölden                                                    | VS 413                                                    | Alice Robinson                                                    | Mikaela Shiffrin                                                  | Tessa Worley                                                      | [ 40 ]                                                            |
| 1638              | 2                 | 23. november 2019                                         | Levi                                                      | SL 464                                                    | Mikaela Shiffrin                                                  | Wendy Holdener                                                    | Katharina Truppe                                                  | [ 41 ]                                                            |
| 1639              | 3                 | 30. november 2019                                         | Killington                                                | VS 414                                                    | Marta Bassino                                                     | Federica Brignone                                                 | Mikaela Shiffrin                                                  | [ 42 ]                                                            |
| 1640              | 4                 | 1. december 2019                                          | Killington                                                | SL 465                                                    | Mikaela Shiffrin                                                  | Petra Vlhová                                                      | Anna Swenn-Larsson                                                | [ 43 ]                                                            |
| 1641              | 5                 | 6. december 2019                                          | Lake Louise                                               | SM 410                                                    | Ester Ledecká                                                     | Corinne Suter                                                     | Stephanie Venier                                                  | [ 44 ]                                                            |
| 1642              | 6                 | 7. december 2019                                          | Lake Louise                                               | SM 411                                                    | Nicole Schmidhofer                                                | Mikaela Shiffrin                                                  | Francesca Marsaglia                                               | [ 45 ]                                                            |
| 1643              | 7                 | 8. december 2019                                          | Lake Louise                                               | SVS 233                                                   | Viktoria Rebensburg                                               | Nicol Delago                                                      | Corinne Suter                                                     | [ 46 ]                                                            |
| 1644              | 8                 | 14. december 2019                                         | St. Moritz                                                | SVS 234                                                   | Sofia Goggia                                                      | Federica Brignone                                                 | Mikaela Shiffrin                                                  | [ 47 ]                                                            |
| 1645              | 9                 | 15. december 2019                                         | St. Moritz                                                | PS 006                                                    | Petra Vlhová                                                      | Anna Swenn-Larsson                                                | Franziska Gritsch                                                 | [ 48 ]                                                            |
| 1646              | 10                | 17. december 2019                                         | Courchevel                                                | VS 415                                                    | Federica Brignone                                                 | Mina Fürst Holtmann                                               | Wendy Holdener                                                    | [ 49 ]                                                            |
|                   |                   | 21. december 2019                                         | Val d'Isère                                               | SM cnx                                                    | odpovedano zaradi močnega sneženja; prestavljeno v Val d'Isère    | odpovedano zaradi močnega sneženja; prestavljeno v Val d'Isère    | odpovedano zaradi močnega sneženja; prestavljeno v Val d'Isère    | odpovedano zaradi močnega sneženja; prestavljeno v Val d'Isère    |
| 22. december 2019 | KB cnx            | odpovedano zaradi spremembe sporeda                       | odpovedano zaradi spremembe sporeda                       | odpovedano zaradi spremembe sporeda                       | odpovedano zaradi spremembe sporeda                               |                                                                   |                                                                   |                                                                   |
| 22. december 2019 | SM cnx            | odpovedano zaradi močnega sneženja; prestavljeno v Bansko | odpovedano zaradi močnega sneženja; prestavljeno v Bansko | odpovedano zaradi močnega sneženja; prestavljeno v Bansko | odpovedano zaradi močnega sneženja; prestavljeno v Bansko         |                                                                   |                                                                   |                                                                   |
| 1647              | 11                | 28. december 2019                                         | Lienz                                                     | VS 416                                                    | Mikaela Shiffrin                                                  | Marta Bassino                                                     | Katharina Liensberger                                             | [ 50 ]                                                            |
| 1648              | 12                | 29. december 2019                                         | Lienz                                                     | SL 466                                                    | Mikaela Shiffrin                                                  | Petra Vlhová                                                      | Michelle Gisin                                                    | [ 51 ]                                                            |
| 1649              | 13                | 4. januar 2020                                            | Zagreb                                                    | SL 467                                                    | Petra Vlhová                                                      | Mikaela Shiffrin                                                  | Katharina Liensberger                                             | [ 52 ]                                                            |
| 1650              | 14                | 11. januar 2020                                           | Altenmarkt                                                | SM 412                                                    | Corinne Suter                                                     | Nicol Delago                                                      | Michelle Gisin                                                    | [ 53 ]                                                            |
| 1651              | 15                | 12. januar 2020                                           | Altenmarkt                                                | KB 105                                                    | Federica Brignone                                                 | Wendy Holdener                                                    | Marta Bassino                                                     | [ 54 ]                                                            |
| 1652              | 16                | 14. januar 2020                                           | Flachau                                                   | SL 468                                                    | Petra Vlhová                                                      | Anna Swenn-Larsson                                                | Mikaela Shiffrin                                                  | [ 55 ]                                                            |
| 1653              | 17                | 18. januar 2020                                           | Sestriere                                                 | VS 417                                                    | Federica Brignone Petra Vlhová                                    |                                                                   | Mikaela Shiffrin                                                  | [ 56 ]                                                            |
| 1654              | 18                | 19. januar 2020                                           | Sestriere                                                 | PVS 001                                                   | Clara Direz                                                       | Elisa Mörzinger                                                   | Marta Bassino                                                     | [ 57 ]                                                            |
| 1655              | 19                | 24. januar 2020                                           | Bansko                                                    | SM 413                                                    | Mikaela Shiffrin                                                  | Federica Brignone                                                 | Joana Hählen                                                      | [ 58 ]                                                            |
| 1656              | 20                | 25. januar 2020                                           | Bansko                                                    | SM 414                                                    | Elena Curtoni                                                     | Marta Bassino                                                     | Federica Brignone                                                 | [ 59 ]                                                            |
| 1657              | 21                | 26. januar 2020                                           | Bansko                                                    | SVS 235                                                   | Mikaela Shiffrin                                                  | Marta Bassino                                                     | Lara Gut-Behrami                                                  | [ 60 ]                                                            |
|                   |                   | 1. februar 2020                                           | Rosa Kutor                                                | SM cnx                                                    | odpovedano zaradi močnega sneženja; prestavljeno v Crans-Montano  | odpovedano zaradi močnega sneženja; prestavljeno v Crans-Montano  | odpovedano zaradi močnega sneženja; prestavljeno v Crans-Montano  | odpovedano zaradi močnega sneženja; prestavljeno v Crans-Montano  |
| 1658              | 22                | 2. februar 2020                                           | Rosa Kutor                                                | SVS 236                                                   | Federica Brignone                                                 | Sofia Goggia                                                      | Joana Hählen                                                      | [ 61 ]                                                            |
| 1659              | 23                | 8. februar 2020                                           | Garmisch-Partenkirchen                                    | SM 415                                                    | Viktoria Rebensburg                                               | Federica Brignone                                                 | Ester Ledecká                                                     | [ 62 ]                                                            |
| 1660              | 24                | 9. februar 2020                                           | Garmisch-Partenkirchen                                    | SVS 237                                                   | Corinne Suter                                                     | Nicole Schmidhofer                                                | Wendy Holdener                                                    | [ 63 ]                                                            |
|                   |                   | 15. februar 2020                                          | Maribor                                                   | VS cnx                                                    | odpovedano zaradi pomanjkanja snega; prestavljeno v Kranjsko Goro | odpovedano zaradi pomanjkanja snega; prestavljeno v Kranjsko Goro | odpovedano zaradi pomanjkanja snega; prestavljeno v Kranjsko Goro | odpovedano zaradi pomanjkanja snega; prestavljeno v Kranjsko Goro |
| 16. februar 2020  | SL cnx            |                                                           | Maribor                                                   |                                                           | odpovedano zaradi pomanjkanja snega; prestavljeno v Kranjsko Goro | odpovedano zaradi pomanjkanja snega; prestavljeno v Kranjsko Goro | odpovedano zaradi pomanjkanja snega; prestavljeno v Kranjsko Goro | odpovedano zaradi pomanjkanja snega; prestavljeno v Kranjsko Goro |
| 1661              | 25                | 15. februar 2020                                          | Kranjska Gora                                             | VS 418                                                    | Alice Robinson                                                    | Petra Vlhová                                                      | Wendy Holdener Meta Hrovat                                        | [ 64 ]                                                            |
| 1662              | 26                | 16. februar 2020                                          | Kranjska Gora                                             | SL 469                                                    | Petra Vlhová                                                      | Wendy Holdener                                                    | Katharina Truppe                                                  | [ 65 ]                                                            |
| 1663              | 27                | 21. februar 2020                                          | Crans-Montana                                             | SM 416                                                    | Lara Gut-Behrami                                                  | Corinne Suter                                                     | Stephanie Venier                                                  | [ 66 ]                                                            |
| 1664              | 28                | 22. februar 2020                                          | Crans-Montana                                             | SM 417                                                    | Lara Gut-Behrami                                                  | Corinne Suter                                                     | Nina Ortlieb                                                      | [ 67 ]                                                            |
| 1665              | 29                | 23. februar 2020                                          | Crans-Montana                                             | KB 106                                                    | Federica Brignone                                                 | Franziska Gritsch                                                 | Ester Ledecká                                                     | [ 68 ]                                                            |
| 1666              | 30                | 29. februar 2020                                          | La Thuile                                                 | SVS 238                                                   | Nina Ortlieb                                                      | Federica Brignone                                                 | Corinne Suter                                                     | [ 69 ]                                                            |
|                   |                   | 1. marec 2020                                             | La Thuile                                                 | KB 107                                                    | odpovedano zaradi močnega sneženja                                | odpovedano zaradi močnega sneženja                                | odpovedano zaradi močnega sneženja                                | odpovedano zaradi močnega sneženja                                |
| 7. marec 2020     | Ofterschwang      | VS cnx                                                    | odpovedano zaradi pomanjkanja snega                       | odpovedano zaradi pomanjkanja snega                       | odpovedano zaradi pomanjkanja snega                               | odpovedano zaradi pomanjkanja snega                               |                                                                   |                                                                   |
| 8. marec 2020     | Ofterschwang      | SL cnx                                                    | odpovedano zaradi pomanjkanja snega                       | odpovedano zaradi pomanjkanja snega                       | odpovedano zaradi pomanjkanja snega                               | odpovedano zaradi pomanjkanja snega                               |                                                                   |                                                                   |
| 12. marec 2020    | Åre               | PS cnx                                                    | odpovedano zaradi Pandemije covida-19                     | odpovedano zaradi Pandemije covida-19                     | odpovedano zaradi Pandemije covida-19                             | odpovedano zaradi Pandemije covida-19                             |                                                                   |                                                                   |
| 13. marec 2020    | Åre               | VS cnx                                                    | odpovedano zaradi Pandemije covida-19                     | odpovedano zaradi Pandemije covida-19                     | odpovedano zaradi Pandemije covida-19                             | odpovedano zaradi Pandemije covida-19                             |                                                                   |                                                                   |
| 14. marec 2020    | Åre               | SL cnx                                                    | odpovedano zaradi Pandemije covida-19                     | odpovedano zaradi Pandemije covida-19                     | odpovedano zaradi Pandemije covida-19                             | odpovedano zaradi Pandemije covida-19                             |                                                                   |                                                                   |
| 18. marec 2020    | Cortina d'Ampezzo | SM cnx                                                    | odpovedano zaradi Pandemije covida-19                     | odpovedano zaradi Pandemije covida-19                     | odpovedano zaradi Pandemije covida-19                             | odpovedano zaradi Pandemije covida-19                             |                                                                   |                                                                   |
| 19. marec 2020    | Cortina d'Ampezzo | SVS cnx                                                   | odpovedano zaradi Pandemije covida-19                     | odpovedano zaradi Pandemije covida-19                     | odpovedano zaradi Pandemije covida-19                             | odpovedano zaradi Pandemije covida-19                             |                                                                   |                                                                   |
| 21. marec 2020    | Cortina d'Ampezzo | SL cnx                                                    | odpovedano zaradi Pandemije covida-19                     | odpovedano zaradi Pandemije covida-19                     | odpovedano zaradi Pandemije covida-19                             | odpovedano zaradi Pandemije covida-19                             |                                                                   |                                                                   |
| 22. marec 2020    | Cortina d'Ampezzo | VS cnx                                                    | odpovedano zaradi Pandemije covida-19                     | odpovedano zaradi Pandemije covida-19                     | odpovedano zaradi Pandemije covida-19                             | odpovedano zaradi Pandemije covida-19                             |                                                                   |                                                                   |

### Razvrstitve
| Uvr. | po 30 tekmah      | Točke |
| ---- | ----------------- | ----- |
| 1    | Federica Brignone | 1378  |
| 2    | Mikaela Shiffrin  | 1225  |
| 3    | Petra Vlhová      | 1189  |
| 4    | Corinne Suter     | 837   |
| 5    | Marta Bassino     | 817   |

| Uvr. | po 8 tekmah       | Točke |
| ---- | ----------------- | ----- |
| 1    | Corinne Suter     | 477   |
| 2    | Ester Ledecká     | 322   |
| 3    | Federica Brignone | 320   |
| 4    | Lara Gut-Behrami  | 288   |
| 5    | Mikaela Shiffrin  | 256   |

| Uvr. | po 6 tekmah        | Točke |
| ---- | ------------------ | ----- |
| 1    | Corinne Suter      | 360   |
| 2    | Federica Brignone  | 341   |
| 3    | Nicole Schmidhofer | 217   |
| 4    | Lara Gut-Behrami   | 209   |
| 5    | Stephanie Venier   | 205   |

| Uvr. | po 6 tekmah       | Točke |
| ---- | ----------------- | ----- |
| 1    | Federica Brignone | 407   |
| 2    | Petra Vlhová      | 333   |
| 3    | Mikaela Shiffrin  | 314   |
| 4    | Marta Bassino     | 309   |
| 5    | Alice Robinson    | 300   |

| Uvr. | po 7 tekmah           | Točke |
| ---- | --------------------- | ----- |
| 1    | Petra Vlhová          | 460   |
| 2    | Mikaela Shiffrin      | 440   |
| 3    | Katharina Liensberger | 276   |
| 4    | Wendy Holdener        | 260   |
| 5    | Anna Swenn-Larsson    | 235   |

| Uvr. | po 2 tekmah        | Točke |
| ---- | ------------------ | ----- |
| 1    | Federica Brignone  | 200   |
| 2    | Wendy Holdener     | 125   |
| 3    | Ester Ledecká      | 100   |
| 4    | Franziska Gritsch  | 80    |
| 5    | Ramona Siebenhofer | 64    |

| \| Uvr. \| po 2 tekmah \| Točke \| \| ---- \| ------------------ \| ----- \| \| 1 \| Petra Vlhová \| 113 \| \| 2 \| Clara Direz \| 100 \| \| 3 \| Federica Brignone \| 90 \| \| 4 \| Anna Swenn-Larsson \| 80 \| \| \| Elisa Mörzinger \| 80 \| |                    |       |
| Uvr. | po 2 tekmah        | Točke |
| 1 | Petra Vlhová       | 113   |
| 2 | Clara Direz        | 100   |
| 3 | Federica Brignone  | 90    |
| 4 | Anna Swenn-Larsson | 80    |
| | Elisa Mörzinger    | 80    |

## Mešane ekipne tekme
| Št.sk. | Št.sz. | Datum          | Prizorišče        | Št.     | Zmagovalci                            | Drugi                                 | Tretji                                | Vir                                   |
| ------ | ------ | -------------- | ----------------- | ------- | ------------------------------------- | ------------------------------------- | ------------------------------------- | ------------------------------------- |
|        |        | 20. marec 2020 | Cortina d'Ampezzo | PVS cnx | odpovedano zaradi Pandemije covida-19 | odpovedano zaradi Pandemije covida-19 | odpovedano zaradi Pandemije covida-19 | odpovedano zaradi Pandemije covida-19 |

## Pokal narodov
| Uvr. | po 66 tekmah | Točke |
| ---- | ------------ | ----- |
| 1    | Švica        | 8732  |
| 2    | Avstrija     | 7694  |
| 3    | Italija      | 6274  |
| 4    | Norveška     | 5644  |
| 5    | Francija     | 5283  |

| Uvr. | po 36 tekmah | Točke |
| ---- | ------------ | ----- |
| 1    | Švica        | 4979  |
| 2    | Norveška     | 4399  |
| 3    | Francija     | 4197  |
| 4    | Avstrija     | 3879  |
| 5    | Italija      | 2205  |

| Uvr. | po 30 tekmah | Točke |
| ---- | ------------ | ----- |
| 1    | Italija      | 4069  |
| 2    | Avstrija     | 3815  |
| 3    | Švica        | 3753  |
| 4    | ZDA          | 1719  |
| 5    | Nemčija      | 1294  |